# Goera redsat
Goera redsat là một loài trong họ Goeridae.
Chúng phân bố ở miền Ấn Độ - Mã Lai.